# Slavoljub Muslin
Slavoljub Muslin (Belgrado, 15 giugno 1953) è un dirigente sportivo, allenatore di calcio ed ex calciatore jugoslavo, dal 2003 serbo-montenegrino e dal 2006 serbo, di ruolo difensore, direttore sportivo del Győri ETO.

## Carriera

### Da giocatore
Nato a Belgrado da padre croato e madre serba, debutta da professionista nel 1965 con l'OFK Belgrado, per poi passare al BASK Belgrado, al Rad Belgrado e venire infine ingaggiato dalla più titolata Stella Rossa, dove rimane per sette anni vincendo tre campionati della RSF di Jugoslavia.
Nell'estate del 1981 si trasferisce in Francia, dapprima al Lilla, poi allo Stade Brest, prima di chiudere la carriera in Ligue 2 al SM Caen.

### Da allenatore
Inizia la carriera di allenatore in Francia, guidando Stade Brest, Pau, Bordeaux, con cui arriva alla finale, persa contro il Bayern Monaco, della Coppa UEFA 1995-1996; Lens e Le Mans.
Allena poi la squadra marocchina del Wydad Casablanca arrivando in finale della Coppa CAF, prima di rientrare in patria alla Stella Rossa di Belgrado, dove rimane per due stagioni e mezza. Viene quindi chiamato alla guida del PFC Levski Sofia, e successivamente richiamato alla Stella Rossa.
Nella stagione 2004-2005 è in Ucraina alla guida del Metalurh Doneck, ma viene esonerato quando la squadra si trovava al 3º posto. Tra maggio e dicembre 2005 è quindi in Belgio, al Lokeren. Viene però subito chiamato alla guida del Lokomotiv Mosca, dove rimane fino all'ottobre 2006. Ritorna quindi nuovamente ad allenare il Lokeren che però retrocede.
Nel settembre 2007 ritorna nuovamente in Russia, come allenatore del Chimki, dove resta una sola stagione, assumendo poi la guida della formazione bielorussa della Dinamo Minsk.
L'8 giugno 2015 lo Standard Liegi annuncia ufficialmente tramite il proprio sito l'ingaggio del nuovo tecnico per la stagione 2015-2016.
Il 5 maggio 2016 viene nominato nuovo ct della Nazionale serba al posto del dimissionario Radovan Ćurčić.

## Palmarès

### Giocatore

#### Club

##### Competizioni nazionali
- Coppa di Jugoslavia: 1

OFK Belgrado: 1965-1966
- Campionato jugoslavo: 3

Stella Rossa: 1976-1977, 1979-1980, 1980-1981

### Allenatore

#### Competizioni nazionali
- Campionato jugoslavo: 2

Stella Rossa: 1999-2000, 2000-2001
- Coppa di Jugoslavia: 3

Stella Rossa: 1996-1997, 1998-1999, 1999-2000
- Campionato bulgaro: 1

Levski Sofia: 2001-2002
- Coppa di Bulgaria: 1

Levski Sofia: 2001-2002
- Campionato serbomontenegrino: 1

Stella Rossa: 2003-2004
- Coppa di Serbia e Montenegro: 1

Stella Rossa: 2003-2004

#### Competizioni internazionali
- Coppa Intertoto UEFA: 1

Bordeaux: 1995